# Hesco bastion

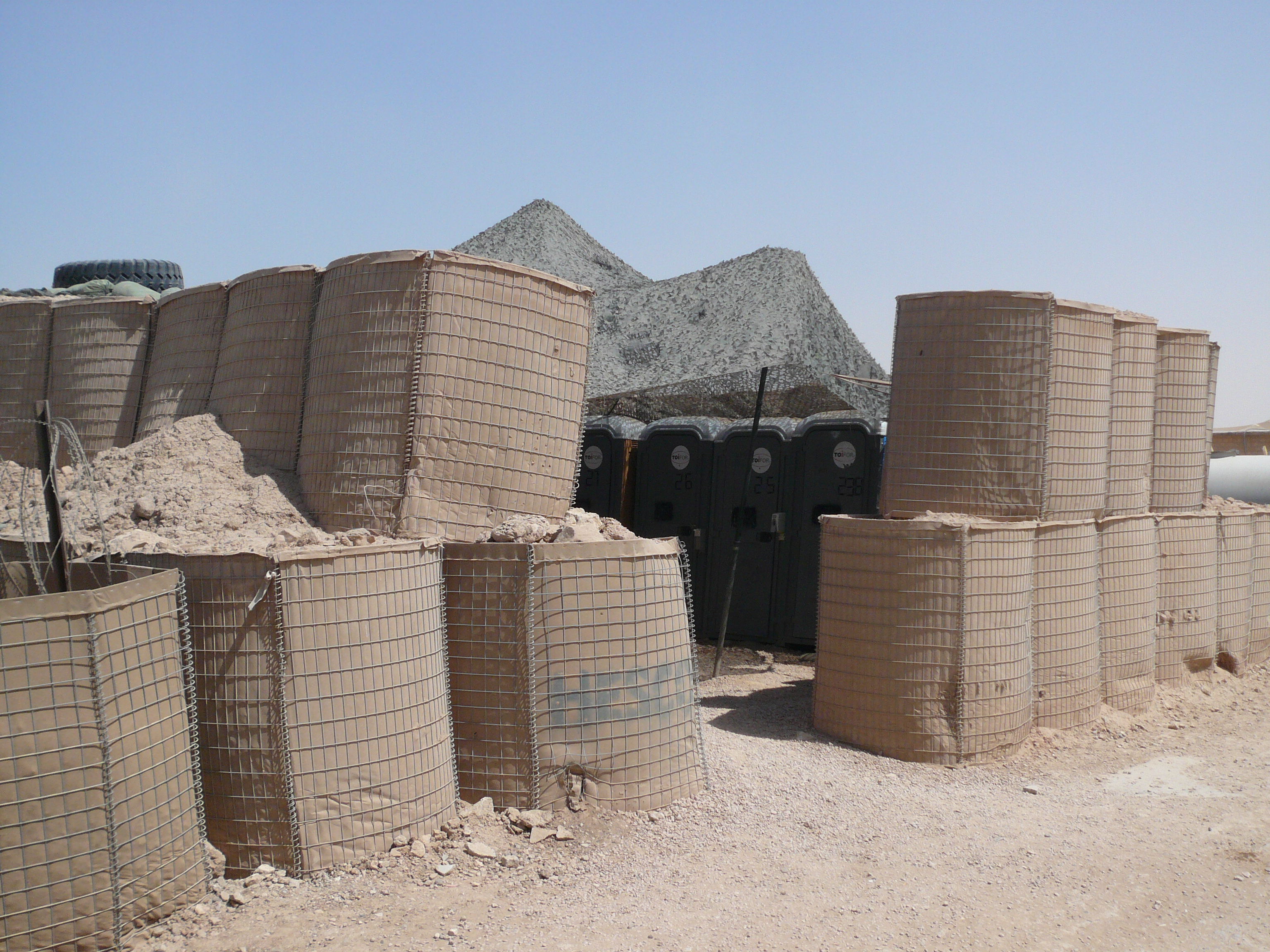
Unidades HESCO MIL dos unidades apiladas a lo alto alrededor de lavabos portátiles en Irak.

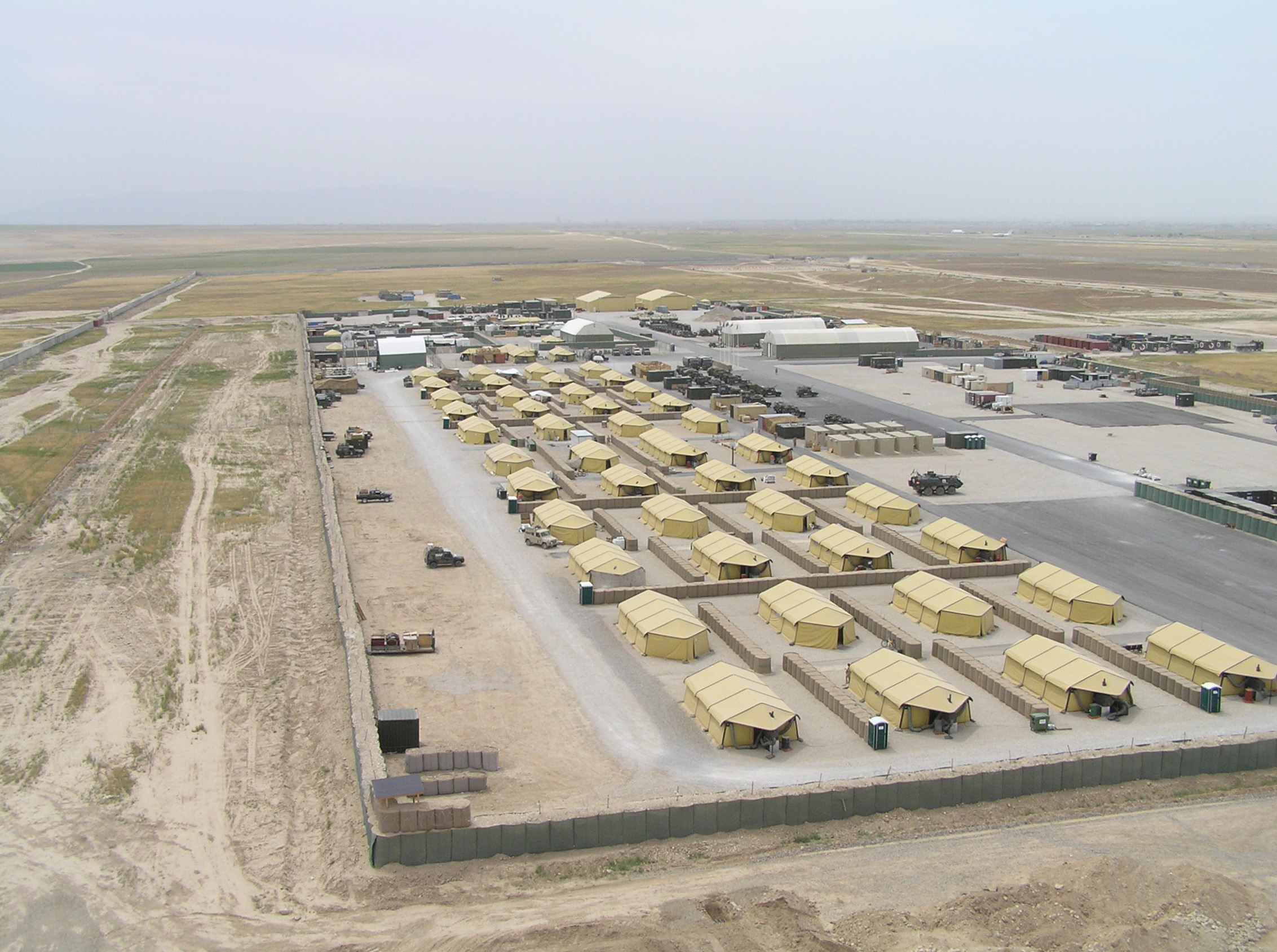
Base alemana (sección noruega) Camp Marmal cerca de Mazar-i-Sharif, Afganistán. Notar las líneas internas de gabions para reducir y aislar los efectos de mortero.

El Concertainer, conocido coloquialmente como HESCO MIL, Hesco barrera, o Hesco bastión, es un moderno gavión utilizado principalmente para el control de inundación y creación de fortificaciones militares. Está hecho de un contenedor de malla de alambre plegable y tejido de deber pesado liner, y utilizado como un dique provisional a semi-permanente o pared de explosión contra fuego de armas pequeñas y/o explosivos. Ha sido usado considerablemente en Irak y Afganistán.
Originalmente diseñado para uso en playas y pantanos para erosión y control de inundación, la barrera HESCO rápidamente se transformó en un dispositivo de seguridad popular en los 1990s. Las barreras HESCO continúan siendo utilizadas para su propósito original. Estuvieron utilizadas en 2005 para reforzar diques alrededor de Nueva Orleans en los días entre el Huracán Katrina y Huracán Rita. Durante junio de 2008 Midwest inundaciones 8,200 metros (9,000 ) de barreras HESCO fueron embarcadas a Iowa. A finales de Marzco del 2009, 10,700 metros (11,700 ) de barrera HESCO fue entregada a Fargo, Dakota del Norte para proteger contra inundaciones. A finales de  septiembre, 2016, 10 millas de barreras HESCO estuvieron utilizadas en Cedro Rapids, Iowa, para la inundación de 2016.
El Concertainer fue originalmente desarrollado por Jimi Heselden, un entrepreneu británico y ex minero de carbón, quién fundó HESCO Bastión Ltd. En 1989 para fabricar su invención. El nombre de marca para la barrera es un portmanteau de las palabras "concertina" y "contenedor".
Ensamblar el HESCO #MIL implica desplegarlo y llenarlo con arena, tierra o grava, generalmente usando un cargador frontal. La colocación de la barrera es generalmente muy similar a la colocación de un sandbag barrera o tierra berm excepto aquella habitación generalmente tiene que ser dejada para el equipamiento utilizó para llenar la barrera. La ventaja principal de las barreras HESCO, contribuyendo fuertemente a su popularidad con tropas y luchadores de inundación, es el rápido y fácil setup. Anteriormente, las personas tenían que llenar bolsas de arena, una empresa lenta, con un trabajador que llenando aproximadamente 20 bolsas de arena por hora. Los trabajadores que utilizan barreras HESCO  y un cargador frontal puede hacer diez veces más el trabajo de aquellos utilizando sacos de arena.
Las barreras HESCO tienen una variedad de medidas. La mayoría de las barreras también pueden ser apiladas, y son enviadas colapsadas en conjuntos compactos. Las Dimensiones de ejemplo de configuraciones típicas son 1.4 por 1.1 por 9.8 metros (.6 ft × 3.6  3 a 2.1 por 1.5 por 30 metros (6.9  4.9  98.4 ).

Un sistema nuevo de HESCO MIL Concertainer desarrollado especialmente para el uso militar es desplegado desde un contenedor, el cual es arrastrado a lo largo de la línea de tierra donde la barrera será formada, desdoblando varios metros de barrera listo para llenar en minutos.

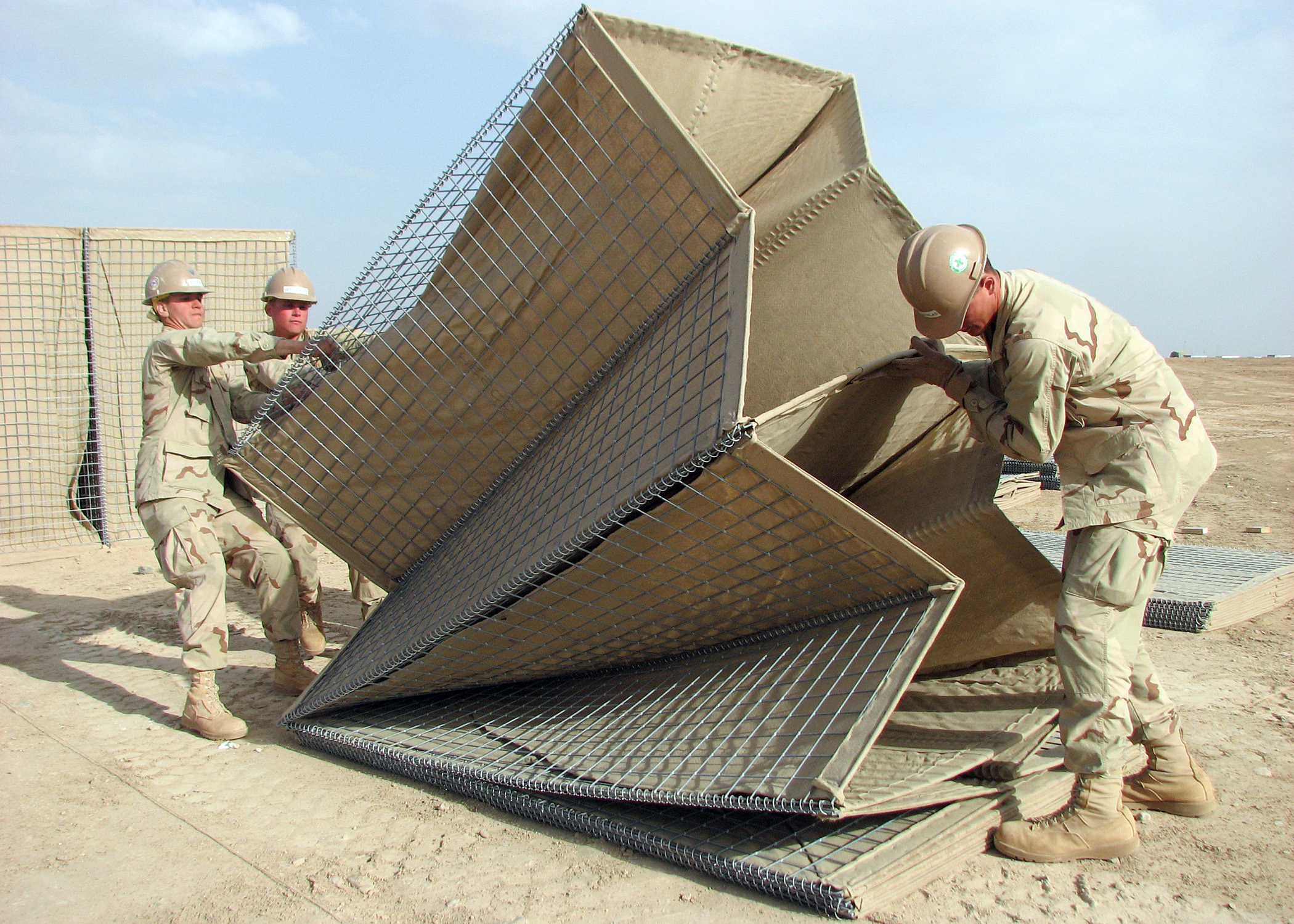
Estados Unidos Navy los marineros que reúnen HESCO #MIL unidades.
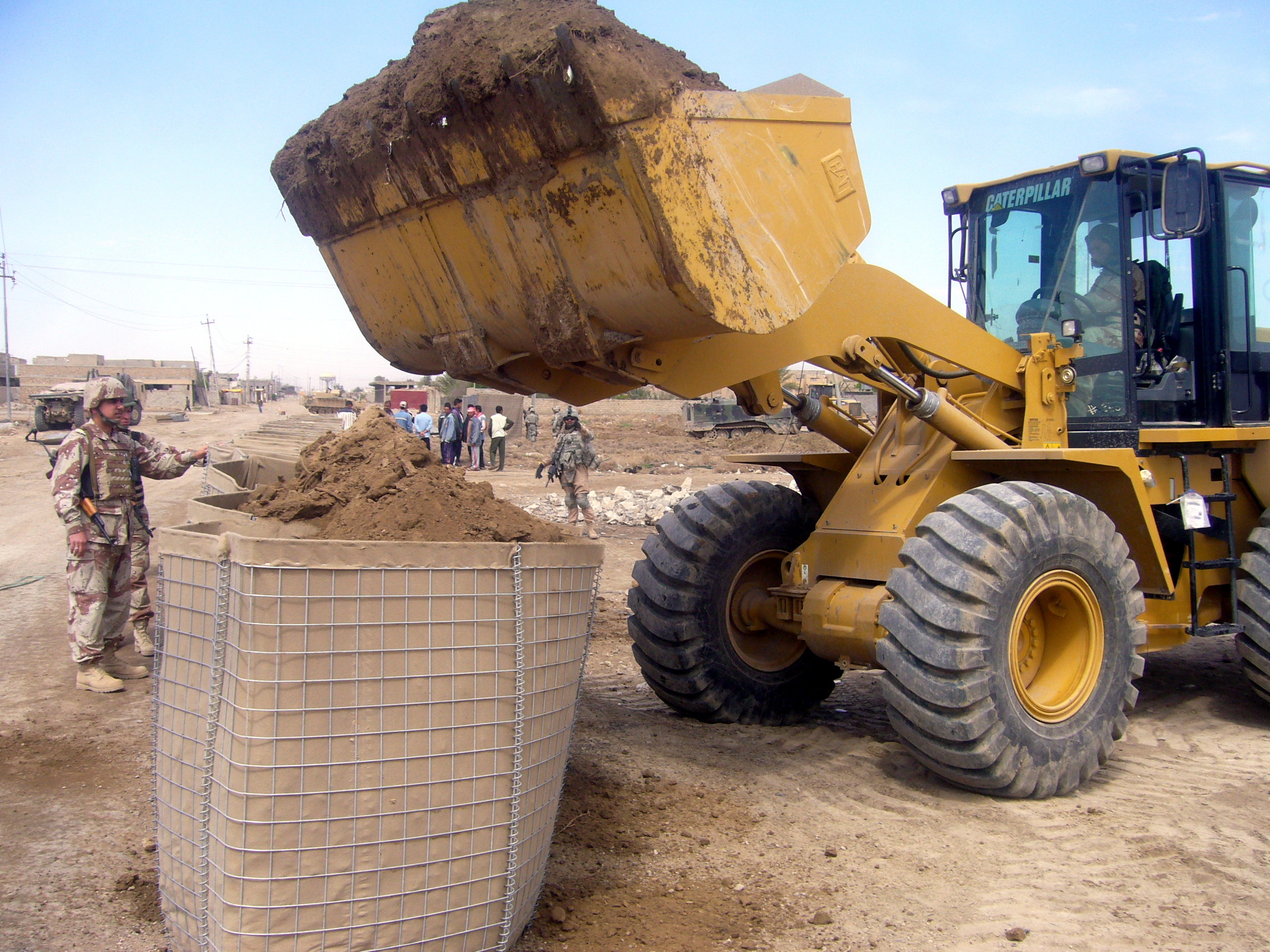
Ingenieros de Ejército iraquí llenan una sección de cuatro-pies HESCO MIL con un cubo loader.